# Мансійська кухня
Мансійська кухня — традиційна кухня народу мансі, має багато схожого з кулінарією хантів. На її формування вплинула кухня народу комі та сибірських татар. Низку запозичень має з російської кухні. В свою чергу страви мансі (разом з іншими північними фінно-угорськими народами) знайшли відображення у кухні росіян.

## Історія
З давними приготування їжі у мансі обумовлювалися природно-кліматичними особливостями їх проживання: тундра, наявність багатьох річок та озер, тривала зима, сильні морози. Тривалий час основними продуктами, що використовувалися були риба, ягоди, дичина та трави. Кулінарні традиції навіть після встановлення російського панування зберігалися та відчували невеличкий вплив загарбників. З процесом християнізації з процесу обробку та використання їжі вилучалися як поганські та «нечисті», зокрема пити свіжу оленячу кров.
Втім лише за радянських часів, з початком індустріалізації і зміни системи господарства й постачання, відбулося зникнення навіть самих продуктів, необхідних для створення національних страв (наприклад, делікатесних видів червоної риби — сьомги, нельми, білорибиці і сосьвінського оселедця; національного м'ясної сировини — оленини, оленячої крові і оленячого молока; деяких видів місцевих рослин — жерухи, сарани, водяники, украй чутливих до зміни екологічної ситуації у зв'язку з перетворенням ряду районів проживання в нафтовидобувні).
У зв'язку з цим натепер відсутній значний асортиментом страв, по своїй послідовності і фундаментальності кухні мансі, більшість яких до 1917 року були безписемними, а тому не зафіксовані вчасно в письмовому вигляді. Втім частина суто національних страв мансі збереглася на сьогодні, які дають уявлення про старовинні традиції мансійської кухні.

## Особливості
Основними засобами приготування є заморожування, квашення, смаження, тушкування. Незвичним є поєднання у одній страві птиці та риби.
У кухні мансі також присутні перші страви. Для супу-юшки по-мансійські в одному казані варять харіуса і рябчиків. Для людини незвичної страва має доволі неапетитний вигляд — у нього мутний, непривабливий брудно-сіро-зелено-коричневий колір.
Традиційна їжа — риба і м'ясо в в'яленому, сушеному, мороженому вигляді, смаженому на багатті (рідше), а також оленячий язик, струганина і кров, дичина, ягоди, кедрові горіхи. Гриби в їжу не вживали, вважаючи їх нечистими.
Мансі їдять багато хліба, який буває декількох видів. Традиційно його печуть у глинобитній печі. Спочатку піч добре протоплюють, потім вигрібають золу і вугілля та поміщають всередину тісто. Крім звичайного хліба, пекли хліб з ікрою, кров'яний хліб (з додаванням оленячої або лосиною крові) і квасний (російський) хліб. Тісто переважно замішують на рибному бульйоні.
Рибу валять, смажать, варять, коптять, квасять, їдять сирою і мороженою (струганина), роблять юколу і порсу (товчена дрібна сушена риба і кістки від копченої риби). Часто використовують субпродукти з риби. З нутрощів витоплюють риб'ячий жир, який вживають в чистому вигляді або змішують з ягодами. Відомою стравою є ікра по-мансійськи — це риб'яча ікра, виварена в риб'ячому жирі. Існує кілька способів смаження риби. Найпоширеніший — це подовушка. Готується вона зазвичай з щуки, яку розрізають на частини і повністю прожарюють на багатті, попередньо насадивши на паличку. Більш дрібну рибу готують таким же способом, але цілком. Основні промислові риби на Обі і Іртиші — щука, в'язь, окунь, муксун, стерлядь, нельма, сирок. За притоках Іртиша і Обі ловляться таймень, тугун, харіус, чир, сиг. Нярхул (струганина) готується зі свіжомороженої риба (зазвичай стерлядь, мускуна, нельми), м'яса домашнього або дикого оленя, наструганне тонкими скибками. Їдять із сіллю та перцем. Були також особливі поєднання — мансі лише сосьвінського оселедця готували з лісовими травами.
Характерно є вживання в їжу сирого оленячого м'яса і крові. Найласішою стравою вважалося м'ясо щойно вбитого оленя. Шматки його умочували в ще теплу кров, захоплювали зубами і обрізали швидким рухом ножа знизу вгору безпосередньо біля самих губ. Найулюбленішою дичиною є зайчатина (деякий час після християнізації мансі забороняли її вживати, бо росіяни вважали її нечистою).
Мансі також мають численні страви з лісової птиці — глухарів, тетеруків, куріпок, рябчиків. Їх переважно тушкують, варять та печуть. Особливою стравою мансі є білячі шлунки, які смажать разом із змістом (зазвичай кедровими горіхами).
Від сибірських татар ще у XV ст. мансі познайомилися з пельменями, які впровадили до свого переліку страв.
З напоїв мансі перевагу віддають чаю, який споживають у великій кількості. Водночас обожнюють березовий сік. У період сокоруху збирають його різні ємності і заготовляють.
Цікавим є споживання ягід — лохини, морошки, брусниці та ін. вживають разом з риб'ячим жиром та зеленню.